# Pandemonium (musikalbum)
Pandemonium är ett dubbellivealbum (CD+DVD) med Pet Shop Boys inspelat på O2-arenan i London den 21 december 2009. Skivan gavs ut 15 februari 2010.

## Skiva 1 (CD)
1. "More Than a Dream" / "Heart" - 4:23
2. "Did You See Me Coming?" - 3:41
3. "Pandemonium" / "Can You Forgive Her?" - 4:05
4. "Love etc." - 3:14
5. "Go West" - 3:55
6. "Two Divided by Zero" - 3:46
7. "Why Don’t We Live Together?" - 4:17
8. "New York City Boy" - 2:51
9. "Always on My Mind" - 3:43
10. "Closer to Heaven" / "Left to My Own Devices" - 5:40
11. "Do I Have To?" - 3:14
12. "King's Cross" - 5:11
13. "Suburbia" - 5:12
14. "Se a Vida é" / "Discoteca" / "Domino Dancing" / "Viva la Vida" - 6:01
15. "It's a Sin" - 5:04
16. "Being Boring" - 5:17
17. "West End Girls" - 5:15

## Skiva 2 (DVD)
1. "More Than a Dream" / "Heart" - 4:22
2. "Did You See Me Coming?" - 3:39
3. "Pandemonium" / "Can You Forgive Her?" - 4:25
4. "Love etc." - 3:17
5. "Building a Wall" - 1:49
6. "Go West" - 3:55
7. "Two Divided by Zero" - 3:46
8. "Why Don't We Live Together?" - 4:19
9. "New York City Boy" - 2:50
10. "Always on My Mind" - 3:50
11. "Closer to Heaven" / "Left to My Own Devices" - 5:38
12. "Do I Have To?" - 3:57
13. "King's Cross" - 4:18
14. "The Way It Used to Be" - 5:05
15. "Jealousy" - 4:37
16. "Suburbia" - 5:20
17. "What Have I Done to Deserve This?" - 4:36
18. "All Over the World" - 3:40
19. "Se a Vida é" / "Discoteca" / "Domino Dancing" / "Viva la Vida" - 6:02
20. "It's a Sin" - 5:37
21. "Being Boring" - 6:17
22. "West End Girls" - 5:20
23. Credits - 1:23